# Beatriz de Saxe-Coburgo-Gota
Beatriz Leopoldina Vitória de Saxe-Coburgo-Gota (em inglês: Beatrice Leopoldine Victoria; 20 de abril de 1884 – 13 de julho de 1966) foi um membro da família real britânica, uma neta da rainha Vitória. Mais tarde casou-se dentro da família real espanhola com o infante Afonso, Duque de Galliera. Era chamada de Bea na família.

## Primeiros anos

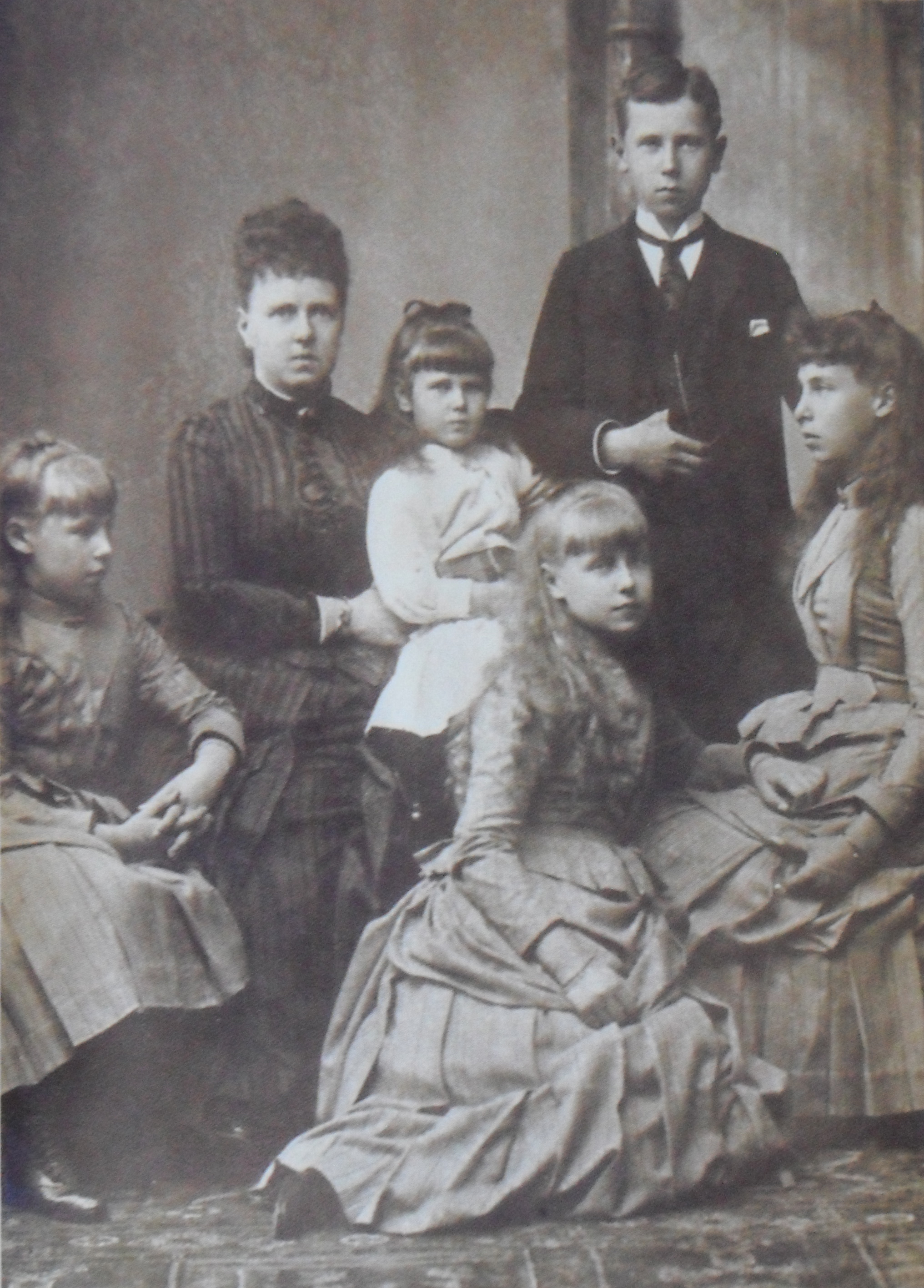
A duquesa de Edimburgo com seus filhos. Da esquerda para a direita: Alexandra, Maria Alexandrovna, Beatriz, Maria, Alfredo e Vitória Melita.

A princesa Beatriz nasceu a 20 de abril de 1884 em Eaestwell Park, Kent. O seu pai era o príncipe Alfredo, Duque de Saxe-Coburgo-Gota, o segundo filho mais velho da rainha Vitória do Reino Unido e do príncipe Alberto de Saxe-Coburgo-Gota. A sua mãe era a grã-duquesa Maria Alexandrovna da Rússia, a única filha sobrevivente de czar Alexandre II da Rússia e da princesa Maria de Hesse-Darmstadt.
Como neta de um monarca britânico pelo lado paterno, Beatriz tinha o título de Princesa do Reino Unido e da Irlanda com o estilo de "Alteza Real".
Beatriz passou muitos dos seus primeiros anos em Malta, onde o seu pai se encontrava a servir na Marinha Real Britânica. Com a morte do seu tio-avô, Ernesto II de Saxe-Coburgo-Gota, a 22 de agosto de 1893, o ducado ficou para o Duque de Edimburgo, uma vez que o seu irmão mais velho, o futuro rei Eduardo VII, tinha renunciado os seus direitos de sucessão.
O duque, a duquesa e os cinco filhos mudaram-se então para Coburgo, fazendo da cidade a sua nova residência.

## Prospectivas de casamento

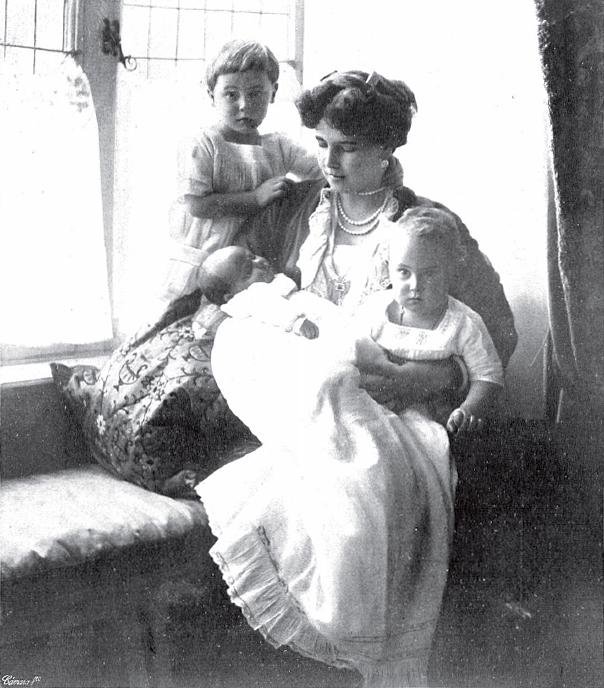
Retrato da princesa Beatriz de Saxe-Coburgo-Gotha e seus três filhos publicado em 1913.

Em 1902, a princesa Beatriz teve um romance com o grão-duque Miguel Alexandrovich da Rússia, o irmão mais novo do czar Nicolau II e, na altura, czarevich do Império Russo. Ela começou a receber cartas dele a setembro de 1902 e, apesar de ele ser russo e ela agora uma princesa alemã, correspondiam em inglês e ele chama-a de “Sima”. Contudo, ela foi impedida de se casar com ele uma vez que a Igreja Ortodoxa Russa proibia o casamento de primos directos. Apesar de tais casamentos terem sido permitidos no passado na Casa de Romanov (a grã-duquesa Catarina Pavlovna, que tinha recusado um pedido de Napoleão Bonaparte, teve permissão para se casar duas vezes com primos directos e os seus descendentes mais tarde formaram a Casa de Oldenburgo), o devoto Nicolau II, líder oficial da igreja russa, recusou-se a mudar as regras pelo seu irmão.
Em novembro de 1903, Miguel escreveu a Beatriz para lhe dizer que não se podia casar com ela. A situação agravou-se quando Beatriz recebeu uma carta da sua irmã mais velha Vitória Melita na qual ela culpava Miguel por ter iniciado maliciosamente o romance sabendo bem que dois anos antes, quando Vitória se quis casar com o seu primo Cyrill Vladimirovich da Rússia depois do divórcio com Ernesto Luís, Grão-Duque de Hesse, a união tinha também sido recusada por Nicolau que mais tarde os exilou quando eles se casaram de qualquer forma. Beatriz, humilhada, foi enviada para o Egipto onde recuperou do seu desgosto, mas escreveu cartas reprovadoras a Miguel até 1905.
Depois, correu o rumor de que Beatriz se casaria com o rei Afonso XIII de Espanha, mas provou ser falso quando ele escolheu a prima dela, Vitória Eugénia de Battenberg no seu lugar em 1906. Foi no casamento deles que Beatriz conheceu um primo do rei, o infante Afonso, Duque de Galliera (12 de novembro de 1886 – 10 de agosto de 1975). O governo espanhol opôs-se a um infante pedir uma princesa protestante que, ao contrário da rainha, se recusava a converter ao catolicismo. O rei deixou claro que, se eles se quisessem realmente casar nestes termos teriam de viver em exílio.
Beatriz e Afonso casaram-se numa cerimónia católica e outra luterana em Coburgo a 15 de julho de 1909. Viveram em Coburgo até 1912, quando Afonso XIII lhes deu permissão para voltarem a Espanha e o título de Infante foi-lhe restaurado.

## Escândalo e exílio

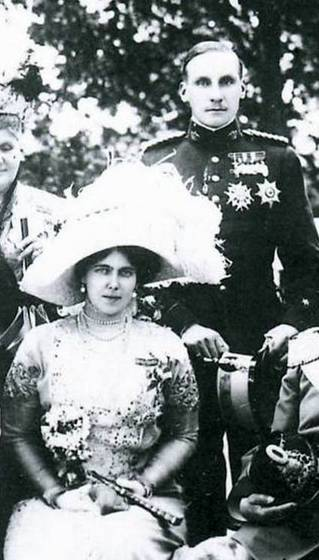
Beatriz com o marido

Durante o casamento infeliz de Afonso XIII, ele manteve casos com várias mulheres onde apadrinhou vários filhos ilegítimos. Existem rumores de que o rei tentou seduzir Beatriz, mas ela recusou-o. Outros afirmam que foi o contrário. Beatriz ainda não teria esquecido o facto de ter sido trocada pela prima anos antes e por isso seduziu Afonso. De qualquer das formas, o rei expulsou-a do país juntamente com o marido com o pretexto de que precisa que Afonso fosse em missão para a Suíça.

## Guerra civil
A família mudou-se depois para Inglaterra, onde os três filhos foram educados em Winchester College. A família real espanhola eventualmente voltou atrás e Beatriz recebeu autorização para regressar a Espanha onde se estabeleceu em Sanlúcar de Barrameda.
Os anos 30 foram uma altura infeliz para a família, com o colapso da monarquia espanhola e a subsequente guerra civil que levou à perda de grande parte da riqueza da família. Após o estabelecimento da Segunda Republica Espanhola em 1931, o rei Afonso e a sua família fugiram para o exílio na Itália. Nos anos que se seguiram, a situação política em Espanha piorou quando vários grupos lutavam pelo poder. No final da década, os conflitos tinham levado a uma guerra civil. Beatriz e Afonso perderam a sua casa durante a guerra e o seu filho do meio, Afonso, foi morto durante uma batalha contra os comunistas.

## Últimos anos
Beatriz morreu em Salúncar de Barrameda a 13 de julho de 1966. O seu marido viveu mais nove anos. Seu filho Ataulfo morreu sem se casar em 1974 e, por isso, os únicos descendentes de Beatriz hoje são os filhos do príncipe Álvaro.

## Casamento e descendência

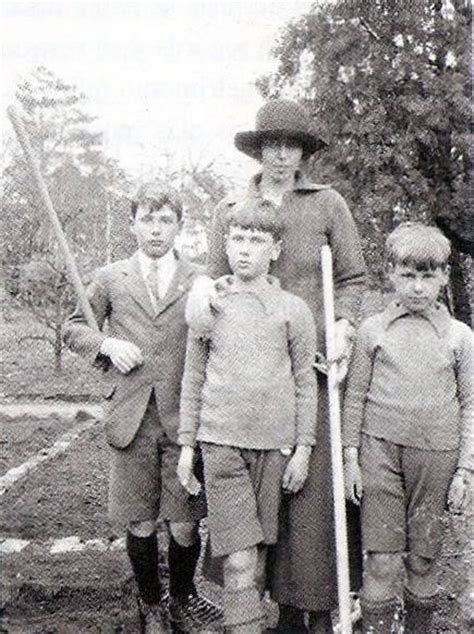
Beatriz com os seus filhos.

Beatriz e o infante Afonso, Duque da Galliera casaram no dia 15 de Julho de 1909 em Coburgo. Tiveram três filhos:

Brasão de armas britânico de Beatriz

| Nome                      | Data de nascimento    | Data do falecimento    | Notas                                                                  |
| ------------------------- | --------------------- | ---------------------- | ---------------------------------------------------------------------- |
| Álvaro, Duque da Galliera | 20 de Abril de 1910   | 22 de Agosto de 1997   | Casou-se com Carla Parodi Delfino. Com descendência.                   |
| Afonso de Orleães         | 28 de Maio de 1912    | 18 de Novembro de 1936 | Nunca se casou ou teve filhos. Morto durante a Guerra Civil Espanhola. |
| Ataulfo de Orleães        | 20 de Outubro de 1913 | 8 de Outubro de 1974   | Nunca se casou ou teve filhos.                                         |